# Alexandre Freitas Câmara
Alexandre Antonio Franco Freitas Câmara (Rio de Janeiro, 1970) é um jurista e magistrado brasileiro, conhecido por sua obra voltada ao direito processual civil. É desembargador do Tribunal de Justiça do Estado do Rio de Janeiro.

## Carreira
Alexandre Freitas Câmara graduou-se bacharel em Direito pela Faculdade de Direito da Universidade do Estado do Rio de Janeiro em 1991. Quando estava ainda no último período do curso de Direito começou a lecionar Direito Processual Civil em um conhecido curso preparatório para concursos jurídicos no Rio de Janeiro, o Curso Glioche. Em 1995, quando já lecionava em diversos cursos preparatórios para concursos, lançou seu primeiro livro, "Lineamentos do Novo Processo Civil", em que comentou a reforma do Código de Processo Civil Brasileiro operada entre 1994 e 1995. 
Atuou como advogado por dezesseis anos, de 1992 até 2008. Foi sócio fundador do escritório "Maia e Câmara Advogados Associados", que depois passou a se chamar "Câmara e Marin Advogados Associados" (e que, depois de seu ingresso na magistratura, passou a se chamar "Marin e Advogados Associados").
Tomou posse no cargo de desembargador do Tribunal de Justiça do Estado do Rio de Janeiro em 24 de novembro de 2008, nomeado pelo quinto constitucional, em vaga destinada a indicação pela Ordem dos Advogados do Brasil. É membro da Segunda Câmara Cível do TJ-RJ.
Professor de Direito Processual Civil da Escola da Magistratura do Estado do Rio de Janeiro desde 1995, é também professor convidado de diversos cursos de pós-graduação, já tendo ministrado aulas ou conferências em quase todos os Estados do Brasil. 
É membro do Instituto Brasileiro de Direito Processual, do Instituto Ibero-Americano de Direito Processual, do Instituto Pan-Americano de Direito Processual e da International Association of Procedural Law. É, ainda, membro do Comitê Brasileiro de Arbitragem e do Instituto dos Advogados Brasileiros. Recebeu, da Academia Brasileira de Direito Processual Civil, o título de Membro Benemérito. É, também, Benemérito do Instituto Nacional de Mediação e Arbitragem.
Integrou a Comissão de Juristas que elaborou o texto final da Lei Maria da Penha, tendo sido o autor da ideia de criar o Juizado Especial da Violência Doméstica e Familiar contra a Mulher.

## Publicações
É autor de diversos artigos científicos, publicados em várias revistas especializadas.
Livros
- Lineamentos do novo processo civil (2ª ed., 1996).
- Dos procedimentos sumário e sumaríssimo (2ª ed., 1996).
- Arbitragem (5ª ed., 2009).
- Juizados Especiais Cíveis Estaduais e Federais – uma abordagem crítica (5ª ed., 2009).
- A nova execução de sentença (6ª ed., 2009).
- Ação rescisória (1ª ed., 2007).
- Escritos de direito processual – Primeira série (1ª ed., 2001).
- Escritos de direito processual – Segunda série (1ª ed., 2005).
- Escritos de direito processual – Terceira série (1ª ed., 2009).
- Lições de direito processual civil, vol. 1 (19ª ed., 2009).
- Lições de direito processual civil, vol. 2 (16ª ed., 2008).
- Lições de direito processual civil, vol. 3 (15ª ed., 2009).
- O Novo Processo Civil Brasileiro (1ª ed., 2015).